# 科米亚克
科米亚克（法語：Comiac，法語發音：[kɔmjak]）是法国洛特省的一个旧市镇，属于菲雅克区。2016年1月1日，科米亚克與市镇拉马蒂维、苏塞拉克、卡尔维亚克、拉卡姆杜尔塞合併成新市镇凯尔西地区苏塞拉克。

## 地理
科米亚克（44°56'27"N, 1°59'18"E）面积29.27 平方千米，位于法国奧克西塔尼大區洛特省，该省份为法国西南部内陆省份，北起顺时针与科雷兹省、康塔爾省、阿韦龙省、塔恩-加龙省、洛特-加龍省和多尔多涅省接壤。
与科米亚克接壤的市镇（或旧市镇、城区）包括：康普圣马蒂兰莱奥巴泽、卡尔维亚克、拉马蒂维、塞尔河畔拉瓦勒、凯尔西地区苏塞拉克、泰雪。

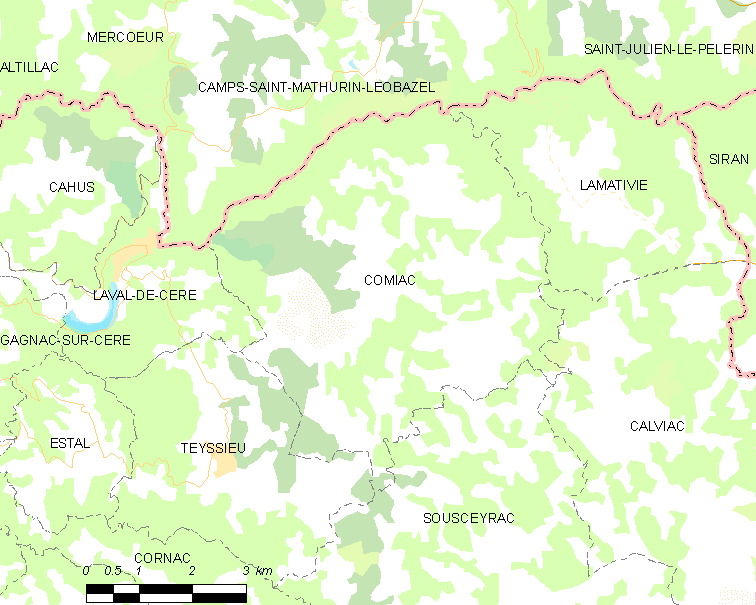
科米亚克的OSM定位图

科米亚克的时区为UTC+01:00、UTC+02:00（夏令时）。

## 行政
科米亚克的邮政编码为46190，INSEE市镇编码为46071。

## 政治
科米亚克所属的省级选区为塞尔-塞加拉县。

## 人口

1962-2008年间科米亚克人口变化图示

科米亚克于2018年1月1日时的人口数量为213人。